# الفن البحريني

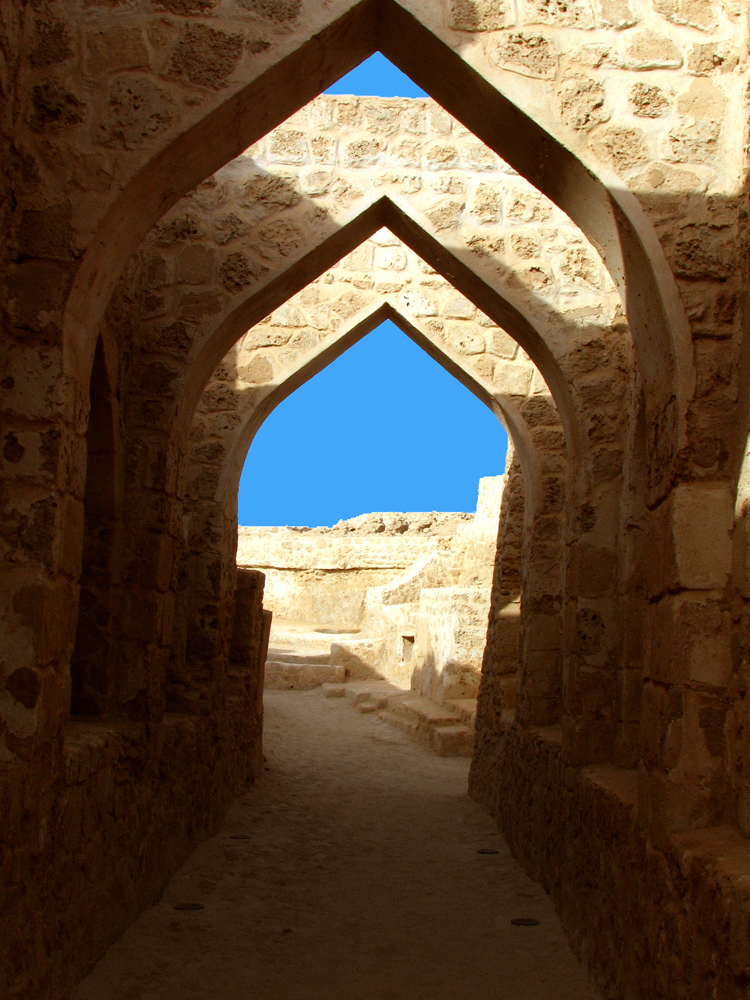
قلعة البحرين

ظهرت حركة الفن البحريني الحديث في الخمسينيات من القرن الماضي، مع إنشاء نادي الفنون والآداب عام 1952. كان النادي بمثابة مظلة جماعية للفنانين المحترفين، والهواة، والموسيقيين، والممثلين في البحرين. أقيم أول معرض فني في العاصمة البحرينية المنامة في عام 1956. تُعد التعبيرية، والسريالية، وكذلك فن الخط هي الأشكال الفنية الشعبية في البلاد. اكتسبت التعبيرية التجريدية شعبية في العقود الأخيرة.

## تاريخيًا

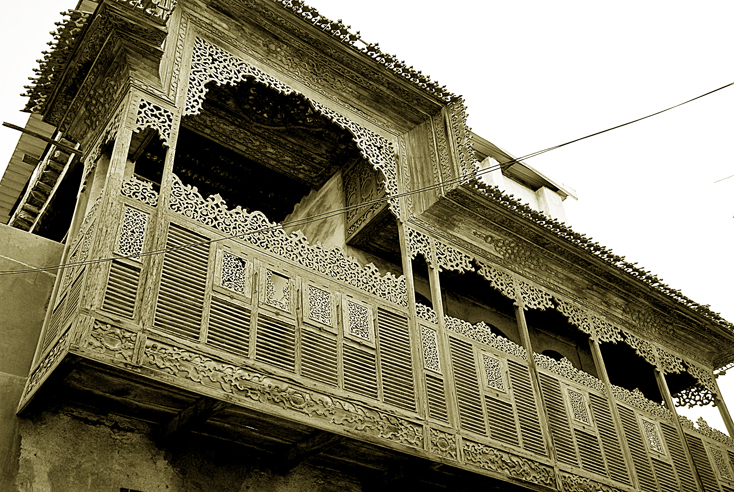
منزل به منحوتات في المنامة في البحرين، يظهر أصالة الفن البحريني تاريخياً

تأسست جمعية البحرين للفنون عام 1983، عندما اقتربت مجموعة من 34 فنانًا بحرينيًا من الحكومة وطلبوا إنشاء منظمة ثقافية غير ربحية. استضافت الجمعية معارض متعددة داخل وخارج البلاد وقدمت التدريب في فنون النحت، والفخار، والخط العربي، والرسم، والتصميم الداخلي، والتصوير. دُرِّب معظم الفنانين البحرينيين في القرن العشرين في القاهرة أو بغداد، عواصم الفن الثقافي في العالم العربي. في هذه الفترة، أصبحت التعبيرية والسريالية شائعة على نطاق واسع في البلاد. نمت شعبية الخط العربي، إذ كانت الحكومة البحرينية راعيًا نشطًا للفن الإسلامي، وبلغت ذروتها في إنشاء متحف بيت القرآن الإسلامي. يضم متحف البحرين الوطني معرضًا دائمًا للفن المعاصر.

## هندسة عامة

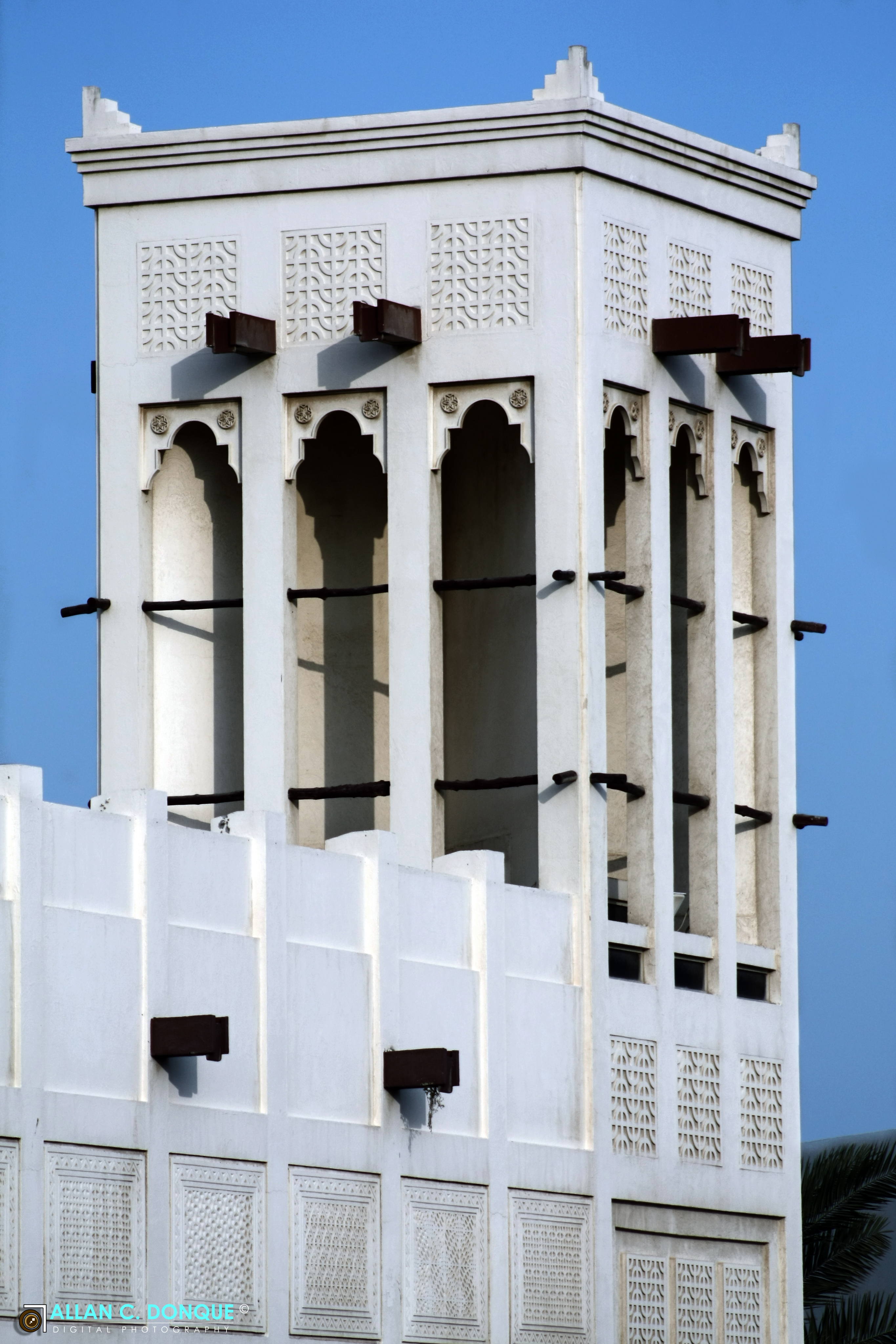
برج الرياح الموجود في البحرين.

تشبه العمارة البحرينية التقليدية مثيلاتها في الدول المجاورة. على الرغم من أن الحصون التي يعود تاريخها إلى قرون في البحرين تحاكي الطراز المعماري للحصون الأخرى في منطقة الخليج العربي، ولكن الهندسة المعمارية المحلية في البلاد ظلت فريدة من نوعها في المنطقة. برج الرياح الذي يولد تهوية طبيعية في المنزل، هو مشهد مألوف في المباني القديمة، لا سيما في الأحياء القديمة في المنامة والمحرق.
يتكون المنزل البحريني التقليدي من سلسلة من الأجنحة حول فناء.  تقليديًا، كان للمنازل فناءان (رغم أنه أحيانًا يكون واحدًا فقط)؛ يستضيف أحدهما استقبال الرجال والآخر للاستخدام المعيشي الخاص. نُظّمت غرف المنزل من حيث الهجرة الموسمية، مع وجود أجنحة مهمة للمعيشة واستضافة حفلات الاستقبال على السطح لالتقاط نسائم الصيف وإعادة توجيهها إلى الجناح. للغرف السفلية من المنزل جدران سميكة، مما يسمح باستخدامها خلال أشهر الشتاء الباردة. أُنشئ إطار من أرصفة الحصى المرجانية ذات المساحات المليئة بألواح كبيرة من الصخور المرجانية؛ لمكافحة الحرارة الشديدة خلال أشهر الصيف، يُبطن المرجان الخفيف الوزن، والمسامي بطبقة من الجير والجبس، ويتسبب هذا في احتباس الهواء الدافئ في الفراغات في أثناء النهار. بُنيت مئات المباني بهذه الميزة في البحرين ولكنها لا تعمل حاليًا تقريبًا، ومعظمها لم يجر إصلاحه أو صيانته لعدة عقود. من عيوب المرجان المستخدم أن لبه مصنوع من الطين، كملاط، ويذوب بسهولة مما يتسبب في ظهور تشققات في الجدران في أثناء الطقس الممطر، مما يضر باستقرار الهيكل ويتطلب صيانة سنوية.
شُيّدت مباني المكاتب على الطراز الغربي في الأحياء المالية في المنامة بعد الاستقلال والازدهار النفطي في السبعينيات، ولا سيما في المنطقة الدبلوماسية. فازت المباني التي تجمع بين التقاليد والحداثة، مثل برج الزامل، بجوائز مثل جائزة الآغا خان للعمارة في عام 2007.

## الحرف

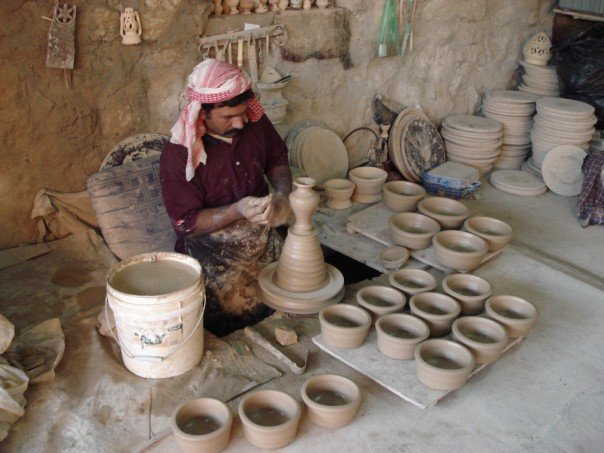
الفخار المقدر تاريخه من عصر حضارة دلمون في الألفين الخامس والرابع قبل الميلاد في شمال البحرين

كانت الحرف اليدوية مثل الأواني الفخارية والمنحوتات والمطرزات المعدنية، وخاصة من النحاس أو الذهب، تُنتج على نطاق واسع جنبًا إلى جنب مع السلال المصنوعة تقليديًا المنسوجة من أوراق النخيل في القرى خارج المنامة على مدار تاريخ البلاد، ولا سيما كرباباد والجسرة.

### الفخار
اكتُشف الفخار المقدر تاريخه من عصر حضارة دلمون في الألفين الخامس والرابع قبل الميلاد في شمال البحرين، خاصة -على سبيل المثال لا الحصر- في موقع التنقيب عن قلعة البحرين وفي تلال مدافن دلمون. يُشير الفخار المُكتشف لاحقًا إلى أنه صُنع في البحرين على الرغم من وجوده أيضًا في بلاد ما بين النهرين. ويُشير التحليل المقارن إلى أن الفخار المصنوع محليًا جرى إنتاجه في موقع مركزي باستخدام مواد مشتقة من مصدر واحد. يعود تاريخ أقدم فخار في الجزيرة إلى 2300 قبل الميلاد.
لا تزال صناعة الفخار تُصنع تقليديًا في قرية عالي التي تستخدم الطين من السهول المجاورة في الرفاع. يصنع الفخار بمزيج من الطين والماء يوضع على عجلة دوارة يديرها حرفي، إذ يستخدم الحرفي يديه لتعديل شكل الفخار حسب الحاجة. بعد الحصول على الشكل المطلوب، يُترك الفخار في الخارج ليجف ويتصلب.

## معارض
تستضيف البلاد ستة معارض فنية:
- معرض البارح للفنون، في العدلية. افتتح أول مرة عام 1998 من قبل راعية الفن البحريني هيفاء الجيشي.[16]
- معرض الرواق، في العدلية. افتتح عام 1998 من قبل راعية الفن العراقي بيان كانو.[17]
- •معرض إيلا (Ella Art Gallery) بالحورة.
- •مركز لافونتين (La fontaine) للفن المعاصر بالحورة.
- •صالة نادين بأم الحصم.[18]
- •سينا مرسيدس مالين (Seana Mercede Mallen)، في العوالي.

## فنانون بحرينيون
قائمة بأبرز الفنانين البحرينيين المخضرمين في القرن العشرين:
- عبد العزيز بن محمد آل خليفة - فنان تعبيري.
- أحمد قاسم سني - فنان تعبيري.
- عبد الكريم العريض (مواليد 1936) - فنان تعبيري.
- راشد العريفي (مواليد 1941 ، توفي 2017) - فنان تعبيري.
- ناصر يوسف (مواليد 1940) - فنان تعبيري.
- رشيد سوار (مواليد 1940) - فنان تعبيري.
- عبد الله المحرقي (مواليد 1939) - فنان تعبيري وسريالي.[19]
- عبد اللطيف مفز (مواليد 1950) - اشتهر بلوحاته التعبيرية التجريدية.
- عبد الرحيم شريف (مواليد 1954).
- بديع الشيخ (مواليد 1955) - اشتهر بأعمال الخط.
- عبد الإله العرب (مواليد 1954) - خطاط استخدم الكوف الهندسي في أعماله.
- راشد بن خليفة آل خليفة (مواليد 1952).
- لينا الأيوبي (مواليد 1981) - اشتهرت بفنها النسوي.
- عباس الموسوي (مواليد 1955) - اشتهر بعمله التجريدي في الطبيعة والسلام.
- جمال عبد الرحيم (مواليد 1965)، (أول فنان بحريني حضر في دار مزادات كريستيز)- معروف بأنه صانع طباعة ونحات ورسام.
- عادل محمد العباسي (نحات وفنان تعبيري)
- سلمان مبارك النجم (مواليد 1992) - فنان تعبيري جديد.

### الفنانون البحرينيون البارزون الآخرون ذوو الاعتراف الدولي:[16]
- عمر الرشيد[20]
- بلقيس فخرو
- إلياس راستي
- فائق الحسن
- ميرم جناحي
- زينب العافية
- حسين عيسى (مواليد 1972)
- عثمان خنجي[21]